# Alberto Guani
Alberto Guani (14 de junho de 1877, Montevidéu - 26 de novembro de 1956, Montevidéu) foi um diplomata e político uruguaio, filiado ao Partido Colorado. Foi Ministro das Relações Exteriores e depois Vice-presidente do Uruguai, tendo concorrido na chapa de Juan José de Amézaga nas eleições de 1942.
Foi embaixador na França, Suíça, Império Austro-húngaro, Bélgica, Países Baixos e Grã-Bretanha. Presidiu à Sociedade das Nações.